# Sara Torsslow

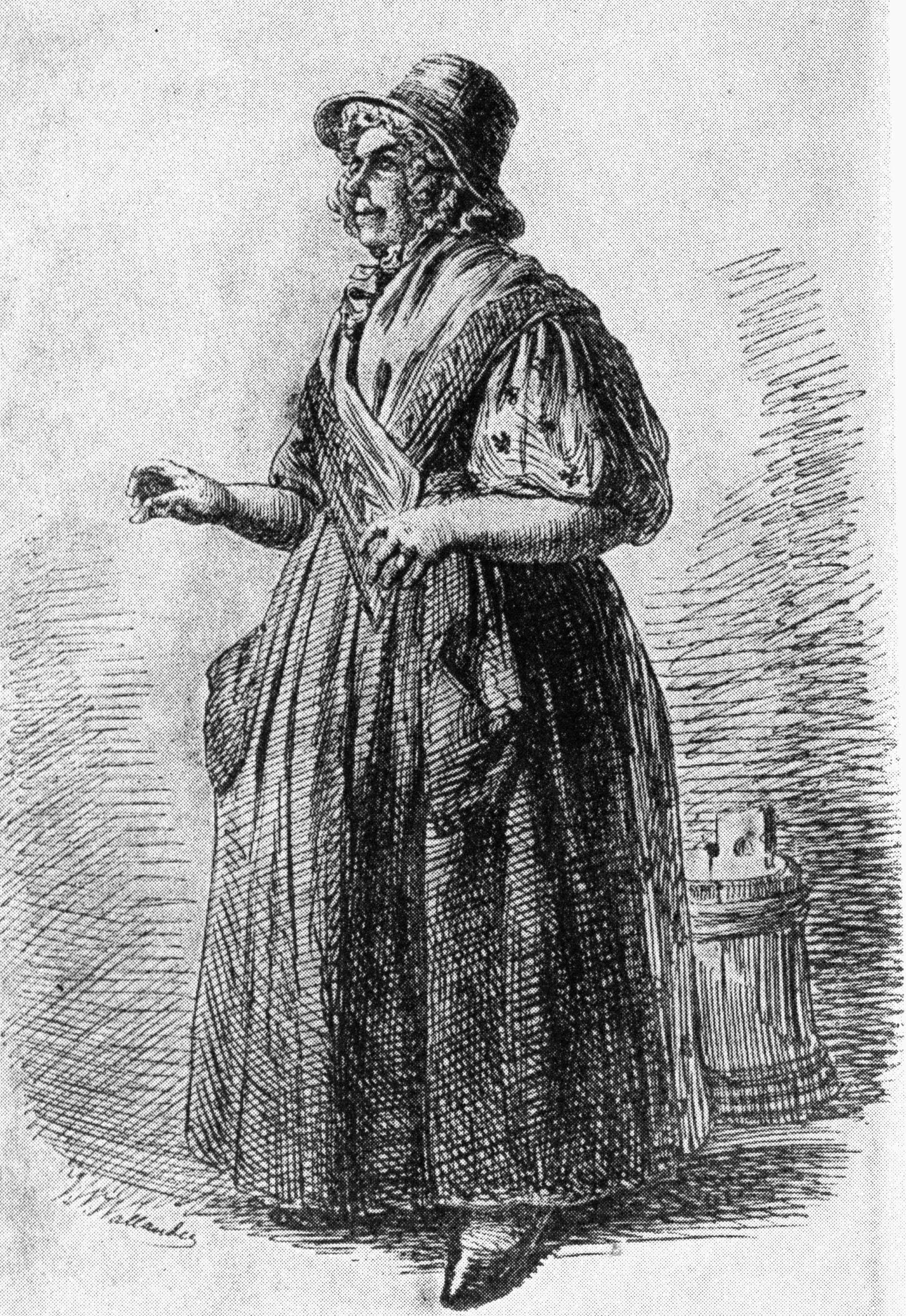
Som Tant Bazu i Fiskköperskan. Teckning utförd av Josef Wilhelm Wallander.

Sara Fredrika Torsslow, född Strömstedt 11 juni 1795 i Stockholm, död 18 juni 1859 i Hovförsamlingen, Stockholms stad, var en svensk skådespelare, aktiv 1807-53, gift med Ulrik Torsslow, och mor till Helfrid Kinmansson, samt farmor till Valborg Moberg.

## Biografi och karriär
Sara Torsslow blev elev vid Dramaten 1807, anställdes 1811 och anses ofta som den största skådespelerskan av sin generation tillsammans med Charlotta Eriksson och kunde användas till alla roller, men särskilt till komedier och känslomässiga tolkningar; hon är känd som kanske dåtidens största tragedienne. Hon användes ofta till mansroller, vilket var vanligt på denna tid, och beskrivs som stilig i dem.
Crusenstolpe liknar tre av Sveriges främsta skådespelerskor under 1820-talet, Sara Torsslow, Charlotta Eriksson och Elisabet Frösslind, vid en ros eller tulpan, en jasmin eller tusensköna och en lilja eller förgätmigej; Torsslow ansågs representera "det djupt skakande", Eriksson "det milda behaget och den kvinnliga älskvärdheten", och Frösslind "det småtäcka, det småkvicka, det naiva". I samspelet med Charlotta Eriksson ansåg Crusenstolpe att inget fattades; "Illusionen är så fullständig, att man tyckte sig leva i verkligheten" med de personer som skildrades. Wikström kallade henne "en nästan förfärande natursanning". Hennes fack var framför allt tragedin, "där den stora mansrösten, den stora och grandiosa figuren, de djupa känslorna och de groteska åtbörderna kunde fritt få utspel".
Efter Arsenalens brand 1825 började den svenska publiken lägga sig till med den franska vanan att applådera in enskilda skådespelare. Detta hade tidigare varit okänt i Sverige och ogillades i allmänhet av skådespelare och press. Sara Torsslow var den första som publiken försökte kalla ut efter en föreställning på detta sätt efter Virginia 16 januari - det lyckades inte, och det blev i stället Nils Almlöf som strax därpå gav efter för detta krav.
1831 spelade hon det befäl som anförde en kvinnoarmé, bestående av bl.a. Henriette Widerberg och Brita Catharina Cederberg i vaudevillen Nya garnisonen eller Karnevalsskämtet på Operan.
Hon deltog i makens två strejker, 1828 och 1834, och då hon lämnade Dramaten med honom efter den sista strejken 1834 grundades Emilie Högqvists karriär då hon fick överta Saras roller. Torsslow och hennes drev sedan från 1835 eget sällskap (till 1837 med Pierre Joseph Deland) och bröt sedan kungliga teatrarnas monopol i huvudstaden genom att uppträda på festlokalen Kirsteinska huset om vintrarna under 1839-42, vilket gjorde att monopolet avskaffades formellt 1842.
1843 anställdes paret Torsslow på Mindre teatern, där de fick förmånliga villkor, och Sara agerade instruktör för de kvinnliga eleverna. Hösten år 1844 kallades hon "onekligen den största kvinnliga artist, som på de sista decennierna beträtt svenska tiljor".
År 1853 slutade hon arbeta till följd av gikt, som hon ska ha ådragit sig av de förkylningar, som hon fick av att stå i tunna kläder på dragiga scener.

## Teater

### Roller (ej komplett)
| År   | Roll               | Produktion                                       | Teater         |
| ---- | ------------------ | ------------------------------------------------ | -------------- |
| 1846 |                    | Mor och son Charlotte Birch-Pfeiffer             | Mindre teatern |
| 1847 | Nanon Balbieu      | Markisinnan de Villette Charlotte Birch-Pfeiffer | Mindre teatern |
| 1847 | Katarina av Medici | Catharina av Medicis Paul de Guerville           | Mindre teatern |
| 1847 | Dolorés Alcanzas   | Allas gudson Émile Souvestre                     | Mindre teatern |